# Tesouro de Fenn
O Tesouro de Fenn é um tesouro valorizado de um a três milhões de dólares supostamente escondido pelo negociante de arte e autor de livros Forrest Fenn nas Montanhas Rochosas. De acordo com o falecido Fenn, muitas pessoas têm reclamado de ter encontrado o tesouro porem ele realmente foi encontrado apenas no ano de 2020 por um estudante de medicina.  As buscas eram feitas em expedições em conjunto entre mais de uma pessoa ou de forma solitária, mais de 65 mil pessoas participaram das buscas pelo tesouro durante os 10 anos de busca, ao menos 3 pessoas desapareceram, 5 morreram, 5 foram presas e diversas outras ficaram feridos por conta da região montanhosa onde o tesouro foi escondido.

## História
Forrest Fenn, operou uma galeria de arte com sua esposa, Peggy, depois de se aposentar da Força Aérea. A galeria foi localizada em Santa Fe, Novo México, e vendeu tudo, como artefatos para Belas Artes, e foi muito bem sucedido. Em 1988, Fenn foi diagnosticado com câncer, e veio com a ideia durante esta doença para criar uma caixa de bronze cheio de tesouros para qualquer um ir encontrar.
Ele encheu criou um cofre de bronze e encheu com um "tesouro" que contêm pepitas de ouro, moedas raras, joias e pedras preciosas, juntamente com um frasco segurando sua autobiografia.
Pelo menos duas pessoas foram dadas como desaparecidas durante a busca para o tesouro. Um indivíduo que foi encontrado mais tarde desapareceu em 2013. O mais recente em 04/01/2016 quando Randall "Randy" Bruce Bilyeu desapareceu após ir para o norte do Novo México mas ainda não foi encontrado. Forrest Fenn disse que "o local aonde escondeu o tesouro não é perigo e que ele mesmo, com 85 anos, seria capaz de voltar lá e trazê-lo de volta." Alguns críticos questionam a existência desse cofre com tesouro e especulam se tudo isso seria apenas uma forma de fazer com que as pessoas apreciassem a natureza e dessem mais valor aos recursos naturais ou se tudo isso seria pura invenção dele numa jogada de marketing para vender seu livro inventado.

## Resolução
Em 6 de junho de 2020, Fenn postou no blog do pesquisador "Thrill of the Chase" que o tesouro havia sido encontrado:
Isso foi posteriormente confirmado por e-mail por Fenn, que posteriormente revelou em um artigo de notícias que o localizador era um homem do leste dos Estados Unidos que havia lhe enviado uma fotografia. A identidade do descobridor, a fotografia e a localização do tesouro não foram reveladas. Em 16 de junho, Fenn divulgou fotos adicionais no blog Thrill of the Chase, incluindo ele mesmo examinando o conteúdo do baú e um deles sentado implicitamente no local ou próximo ao local onde foi encontrado. Em 22 de julho, Fenn declarou no blog Thrill of the Chase que o localizador do tesouro o autorizou a revelar, no interesse do fechamento de muitos de seus pesquisadores, que ele estava escondido em Wyoming.
Em dezembro de 2020, Jack Stuef, um estudante de medicina de Michigan, revelou que encontrou o baú do tesouro de Fenn e decidiu revelar sua identidade ao ir a público em uma entrevista com Outside. Por razões de segurança, ele preferiu permanecer anônimo, mas um processo judicial deveria revelar sua identidade. Stuef revelou que dois pequenos itens indicados na publicidade pré-descoberta não estavam presentes no baú, um pequeno sapo de ouro em um colar e um anel de esmeralda espanhol encontrado em San Lazaro. Quando Stuef notificou Forrest sobre os itens perdidos, Forrest localizou o sapo em sua coleção e o apresentou a Stuef. No entanto, Forrest não conseguiu encontrar o anel de esmeralda que faltava.
| “ | Estava sob um dossel de estrelas na exuberante vegetação florestal das Montanhas Rochosas e não havia se mudado do local onde o escondi há mais de 10 anos. Não conheço a pessoa que o encontrou, mas o poema em meu livro o levou ao lugar preciso. Parabenizo os milhares de pessoas que participaram da busca e espero que continuem sendo atraídos pela promessa de outras descobertas. Então a busca acabou. Busque mais informações e fotos nos próximos dias . | ” |

Em julho de 2021, um caçador de tesouros francês chamado Bruno Raphoz abriu um processo de US $ 10 milhões contra a propriedade de Fenn no Tribunal Distrital dos Estados Unidos para o Distrito do Novo México. De acordo com a reclamação, Raphoz determinou que o tesouro estava escondido no sudoeste do Colorado, informou Fenn de sua solução e começou a fazer preparativos para recuperá-lo. No entanto, seus planos foram atrasados pela pandemia COVID-19, e Fenn anunciou logo depois que o tesouro havia sido encontrado em Wyoming. Raphoz afirmou que Fenn aproveitou o atraso para mover o baú do Colorado para Wyoming, observando que sua localização final exata não foi especificada por Stuef ou qualquer um dos parentes de Fenn.

## Incidentes

### Mortes
Houve 5 mortes relatadas entre os anos de 2010 e 2020, isso levou o chefe da Polícia Estadual do Novo México, Pete Kassetas, a implorar publicamente a Fenn que acabasse com a caça ao tesouro, afirmando que "Ele está colocando vidas em risco." Entre as mortes relatadas foram:

#### 2016
- Randy Bilyeu de 54 anos, desapareceu em janeiro de 2016 e foi encontrado morto em julho. Seu corpo foi descoberto por trabalhadores ao longo do Rio Grande, e uma autópsia não determinou a causa da morte. A ex-mulher de Bilyeu declarou publicamente sua crença de que o Tesouro Fenn era uma farsa.[23][24][25]

#### 2017
- Jeff Murphy de 53 anos, natural de Batavia, Illinois, foi encontrado morto no Parque Nacional de Yellowstone em 9 de junho de 2017, depois de cair cerca de 150 metros (500 pés) em uma encosta íngreme. As autoridades de Yellowstone não forneceram detalhes ao público sobre sua investigação, mas a KULR-TV entrou com um pedido de Lei de Liberdade de Informação. A estação de televisão relata que a esposa de Murphy disse às autoridades do parque que ele estava procurando o tesouro quando ela relatou seu desaparecimento pela primeira vez, por ser leigo em escalada, o homem pode ter sofrido com as rochas da região.[26]

- O pastor Paris Wallace de 52 anos, natural de Grand Junction, Colorado, disse aos membros da família que estava procurando um tesouro enterrado, mas não apareceu para uma reunião de família planejada em 14 de junho de 2017. Seu carro foi encontrado estacionado perto da ponte Taos Junction e seu corpo foi encontrado 8,0 a 11,3 km do local, jusante ao longo do Rio Grande. A causa da morte do pastor não foi declarada por conta do estado de decomposição do seu corpo.[27][28]
- Eric Ashby de 31 anos, foi encontrado morto no rio Arkansas do Colorado em 28 de julho de 2017. Amigos e familiares afirmaram que ele havia se mudado para o Colorado em 2016 para procurar o tesouro e foi visto pela última vez em 28 de junho fazendo rafting no rio de 16 a 24 km rio acima de onde seu corpo foi encontrado. A balsa capotou e Ashby estava desaparecido desde então, as investigações levaram a crer que Eric faleceu devido a um afogamento depois de desmaiar com a queda da balsa.[29]

#### 2020
- Michael Wayne Sexson de 53 anos, natural de Deer Trail, Colorado, foi encontrado morto por equipes de resgate em 21 de março de 2020, ao lado de seu companheiro não identificado de 65 anos, que mais tarde se recuperou no hospital (mais tarde chamado de Steven Inlow).  As autoridades foram notificadas pela pessoa que alugou um par de motos de neve para os homens. O par foi descoberto dentro de 8 km de um local onde eles haviam sido resgatados um mês antes, perto do Monumento Nacional dos Dinossauros ao longo da fronteira Utah-Colorado.[30][31]

### Presos

#### 2013
- Um homem não identificado em busca do tesouro foi preso no Novo México em 2013 e acusado de danificar um artefato cultural por cavar sob uma cruz de ferro de um descanso perto do rio Pecos.[32]

#### 2014
- Em abril de 2014, guardas do parque nacional detiveram Darrel Seller e Christy Strawn por terem um detector de metais e escavações no Parque Nacional de Yellowstone enquanto procuravam o tesouro Fenn. Em 9 de maio, guardas florestais acusaram o casal de acampar sem autorização e iniciar um pequeno incêndio.[33]
- Scott Conway foi citado por oficiais dos Parques Estaduais do Novo México depois que cavou um grande buraco em terras do estado perto do Lago Heron enquanto procurava o tesouro Fenn.[34]

#### 2018
- Um homem da Pensilvânia, Robert Miller, foi preso por roubo, arrombamento e danos criminais à propriedade em outubro de 2018. Miller invadiu a propriedade de Fenn e estava arrastando um baú em estilo espanhol que ele pensava ser o tesouro. Ele foi pego em flagrante e mantido sob a mira de uma arma até a chegada da aplicação da lei.[35]

#### 2019
- Em dezembro de 2019, David Harold Hanson, de Colorado Springs, Colorado, entrou com uma ação no Tribunal Distrital dos EUA contra Forrest Fenn. O processo alega que Fenn fez várias declarações fraudulentas e enganou pesquisadores.[36]

#### 2020
- Em janeiro de 2020, David Christensen de Indiana teve que ser resgatado por guardas do Parque Nacional de Yellowstone após tentar fazer rapel a mais de 850 pés (260 m) de uma corda amarrada a um corrimão no Grand Canyon de Yellowstone.  Ele foi condenado a passar uma semana na prisão e pagar os custos de resgate de pouco mais de U$ 4.000. Ele recebeu uma proibição de cinco anos do parque. Desconsiderando as observações de Fenn de que nenhuma escalada era necessária, Christensen permaneceu convencido de sua sentença de que sua solução estava correta.[37][38]

## Versos Originais com pistas do tesouro
| As I have gone alone in there And with my treasures bold, I can keep my secret where, And hint of riches new and old. Begin it where warm waters halt And take it in the canyon down, Not far, but too far to walk. Put in below the home of Brown. From there it’s no place for the meek, The end is ever drawing nigh; There’ll be no paddle up your creek, Just heavy loads and water high. If you’ve been wise and found the blaze, Look quickly down, your quest to cease, But tarry scant with marvel gaze, Just take the chest and go in peace. So why is it that I must go And leave my trove for all to seek? The answers I already know, I’ve done it tired, and now I’m weak. So hear me all and listen good, Your effort will be worth the cold. If you are brave and in the wood I give you title to the gold. |  | Como eu fui sozinho lá dentro E com meus tesouros ousados, Eu posso manter meu segredo onde, E sugestão de riquezas novas e velhas. Comece onde as águas quentes parem E levá-lo no canyon para baixo, Não muito longe, mas muito longe para caminhar. Coloque em abaixo da casa de Brown. De lá não é lugar para o manso, O fim está chegando perto; Não haverá pá até o seu riacho, Apenas cargas pesadas e água alta. Se você foi sábio e encontrou a chama, Olhe rapidamente para baixo, sua busca para cessar, Mas demorando-se com olhar de maravilha, Basta pegar a arca e ir em paz. Então por que é que eu devo ir E deixar o meu tesouro para que todos possam procurar? As respostas que eu já conheço, Eu fiz isso cansado, e agora estou fraco. Então ouça-me tudo e escute bem, Seu esforço vai valer a pena o frio. Se você é corajoso e na madeira Eu lhe dou o título para o ouro. |

## Biografia
- Fenn, Forrest (2010). The Thrill of the Chase. [S.l.: s.n.] ISBN 9780967091785
- Wolf, The (2015). Finding Forrest Fenn. [S.l.: s.n.] ISBN 9781311318602